# Walther Kranz
Walther Kranz (Georgsmarienhütte, Osnabrück, 23 de noviembre de 1884 – Bonn, 18 de septiembre de 1960) fue un filósofo y filólogo clásico alemán.

## Biografía
Kranz estudió Filosofía en Berlín entre 1903 y 1907 y se doctoró en 1910 con Ulrich von Wilamowitz-Moellendorff. De 1928 a 1933 dirigió el célebre Gymnasium Schulpforta. A partir de 1932, comenzó a trabajar en la didáctica de las lenguas antiguas en la Universidad de Halle como profesor honorario. Emprendió la edición de Die Fragmente der Vorsokratiker a partir de la 5.ª edición de la obra, cuyas primeras ediciones habían corrido a cargo de Hermann Diels.
Tras la toma del poder por parte de los nacionalsocialistas (la Machtergreifung), Kranz pasó por dificultades políticas. Su esposa era judía. Por este motivo se le trasladó en 1935 a una Hauptschule (escuela de enseñanza secundaria) y en 1937 perdió por completo la venia legendi. Tras aceptar en 1943 la invitación de la Universidad de Estambul y exiliarse a Turquía, tomó posesión de la cátedra de Historia de la filosofía y Filología clásica en dicha universidad, hasta 1950. Se le nombró entonces profesor honorario de Didáctica de lenguas antiguas y Repercusión de la Antigüedad en la Universidad de Bonn. Falleció en Bonn en 1960.